# نیکوسلاو بیگوویچ
نیکوسلاو بیگوویچ (صربی: Nikoslav Bjegović؛ زادهٔ ۱۶ نوامبر ۱۹۶۷) بازیکن فوتبال اهل صربستان بود.
از باشگاه‌هایی که در آن بازی کرده‌است می‌توان به باشگاه فوتبال ستاره سرخ بلگراد، باشگاه فوتبال بئوگراد، باشگاه فوتبال بیجینگ گوان، باشگاه فوتبال لوتسرن، باشگاه فوتبال وویوودینا، و باشگاه فوتبال پارتیزان اشاره کرد.
وی همچنین در تیم ملی فوتبال صربستان و مونته‌نگرو بازی کرده‌است.